# Sparkasse Darmstadt
Die Stadt- und Kreis-Sparkasse Darmstadt (meist kurz Sparkasse Darmstadt genannt) ist eine Sparkasse mit Sitz in Darmstadt und wurde im Jahr 1808 gegründet. Damit gehört sie nach eigenen Angaben zu den zehn ältesten Sparkassen in Deutschland. Im Jahr 2008 feierte die Sparkasse Darmstadt ihr 200-jähriges Bestehen mit verschiedenen Veranstaltungen in der Region.
Die Sparkasse Darmstadt wies im Geschäftsjahr 2023 eine Bilanzsumme von 6,238 Mrd. Euro aus und verfügte über Kundeneinlagen von 4,601 Mrd. Euro. Gemäß der Sparkassenrangliste 2023 liegt sie nach Bilanzsumme auf Rang 64. Sie unterhält 29 Filialen/Selbstbedienungsstandorte und beschäftigt 775 Mitarbeiter.

## Hauptstelle
Die Hauptstelle der Sparkasse steht auf dem Grundstück, auf dem sich früher das Palais des Landgrafen Christian befand, das 1838 nach Umbauten das Ständehaus, Sitz der Landstände des Großherzogtums Hessen bzw. des Landtags des Volksstaates Hessen wurde. Das Ständehaus wurde im Zweiten Weltkrieg beim Luftangriff auf Darmstadt zerstört.

## Träger
Die Sparkasse Darmstadt hat zwei Träger. Dies sind die Wissenschaftsstadt Darmstadt und der Landkreis Darmstadt-Dieburg.

## Jubiläumsstiftung
1983 errichtete die Sparkasse eine Stiftung anlässlich ihres 175-jährigen Jubiläums. Die Errichtung der Stiftung erfolgte vor dem Hintergrund des gesellschaftlichen Engagements der Sparkasse.
Die Zwecke der Jubiläumsstiftung sind Förderung von Kunst und Kultur, Bildung und Wissenschaft, Umwelt, Sport, Jugend- und Altenhilfe sowie Gesundheits- und Wohlfahrtswesen insbesondere im Bereich des Gebietes der Träger, der Stadt Darmstadt und des Landkreises Darmstadt-Dieburg.
Das Stiftungskapital der Jubiläumsstiftung beträgt 10 Millionen Euro. Dieses Kapital steht der Region dauerhaft zur Verfügung und lässt bereits aus den Erträgen eine nachhaltige Ausschüttungstätigkeit zu.
Einen besonderen Stellenwert haben dabei die beiden Projekte „Stärken fürs Leben“ und „Pro Natur und Umwelt von Anfang an“.

## Aus- und Weiterbildung
Die Sparkasse Darmstadt zählt zu den größten Ausbildungsbetrieben in der Region. Der Sparkasse Darmstadt wurde vom TÜV Hessen das TÜV-Zertifikat „Premium-Ausbildung“ verliehen.

## Ludwig-Metzger-Preis
Jährlich wird der Ludwig-Metzger-Preis, benannt nach dem Politiker Ludwig Metzger, an gemeinnützige Vereine, Institutionen und weitere Organisationen vergeben. Die Dotation des Preises in Höhe von 75.000 Euro erfolgt aus den Erträgen des PS-Lossparens. Vom Kaufpreis eines jeden PS-Loses wird ein Anteil für den Ludwig-Metzger-Preis zur Verfügung gestellt.

## Sparkassen-Finanzgruppe
Die Sparkasse Darmstadt ist Teil der Sparkassen-Finanzgruppe und gehört damit auch ihrem Haftungsverbund an. Er sichert den Bestand der Institute und sorgt dafür, dass sie auch im Fall der Insolvenz einzelner Sparkassen alle Verbindlichkeiten erfüllen können. Die Sparkasse vermittelt Bausparverträge der regionalen Landesbausparkasse, offene Investmentfonds der Deka und Versicherungen der SV SparkassenVersicherung. Im Bereich des Leasing arbeitet die Sparkasse Darmstadt mit der  Deutschen Leasing zusammen. Die Funktion der Sparkassenzentralbank nimmt die Landesbank Hessen-Thüringen wahr.